# بو ميتشيل
بو ميتشيل (بالإنجليزية: Bo Mitchell)‏ هو سياسي أمريكي، ولد في 5 سبتمبر 1970. حزبياً، نشط في الحزب الديمقراطي. وقد انتخب عضو مجلس نواب تينيسي.

## وصلات خارجية
- الموقع الرسمي